# レオ澤鬼
レオ澤鬼（レオさわき、本名：佐脇 成行（さわき しげゆき）、1948年6月3日 - 2019年3月15日）は、日本の画家・イラストレーター。元日本出版美術家連盟理事長。画法は微密なタッチの点描画で、作品の多くは女性を描いている。
1948年、大阪府大阪市生まれ。大阪市立工芸高等学校美術科油絵コース卒業後、上京。
1986年、日本出版美術家連盟に入会し、小妻要、沢登みよじ、西村春海、堂昌一の日本出版美術家連盟会員と合同で「ぐるーぷ艶展」を開催。以降、毎年春頃に東京・銀座にて合同展を行なっていた。
長年に渡り、夕刊紙「東京スポーツ」にて『玉門占い』のコーナーイラストを手がけ、また大沢在昌の小説「新宿鮫シリーズ」や半村良の小説などにおいて表紙や挿絵も担当した。
東京・池袋を拠点としていたが、2002年に茨城県に移住。
2016年3月19日に脳出血で倒れ、療養生活を送っていた。2019年3月15日、心不全のため死去。70歳没。
弟子に、ライターでイラストレーターの村田らむがいる。

## 受賞歴
- 1985年、報知新聞社挿絵賞[3]
- 1998年、日刊ゲンダイ挿絵賞[3]

## 書籍
- 『幻惑のエロス レオ澤鬼画集』、森海社、1993年1月20日
- 『Menu of sex for couples : 夜の枕草紙』Menu of sex for couples刊行会:著、はまの出版、1989年8月
- 『新宿鮫シリーズ』大沢在昌:著
- 雑誌『オール生活』（実業之日本社）、『小説宝石』（光文社）、『宝石』（光文社）、『小説club』（桃園書房）、『Lady's comicスキャンダルI』（宙出版）　ほか

### 児童書
- 『世界こわい話ふしぎな話傑作集 1 - フランケンシュタイン』メアリー・シェリー:著、金の星社、1984年1月[5][6]
- 『世界こわい話ふしぎな話傑作集 5 - モルグ街の殺人』エドガー・アラン・ポー:著、金の星社、1984年3月[7][8]
- 『世界こわい話ふしぎな話傑作集 14 - 恐怖の透明人間』ハーバート・ジョージ・ウェルズ:著、金の星社、1986年12月[9]
- 『世界こわい話ふしぎな話傑作集 19 - 古い屋敷に残された話』シェリダン・レ・ファニュ:著、金の星社、1987年2月[10]

## 展示

### グループ展
- 1969年、銀座シロタ画廊で2人展[3]
- 1979年、大阪心斎橋ソニービルで2人展[3]
- 1986年から毎年、「ぐるーぷ艶展」ギャラリーロイヤルサロンギンザ[3]

ほか

### 個展
- 「ファンム・アンファン展」1974年、原宿かねこ・あーと・ぎゃらりー[3]
- 「個展（題不明）」1978年、銀座絵画館[3]
- 「幻獣画廊」1985年、銀座ギャラリー・アポロ[3]
- 「レオ澤鬼個展」1996年、ギャラリーロイヤルサロン・ギンザ[3][11]
- 「レオ澤鬼展 巨乳デビルの世界」2007年3月26日 - 4月7日、ヴァニラ画廊[3]
- 「レオ澤鬼個展ーエロティコンー」2016年2月15日- 20日、銀座モダンアート[11]
- 「点描の鬼 レオ澤鬼展〜点で穿つ30年〜」2018年4月20日 - 5月6日、画廊モモモグラ[12]